# Vision Direct
Vision Direct Group Ltd es una empresa británica de comercio electrónico que vende lentillas, líquidos y productos de cuidado ocular. La compañía tiene sede en el Reino Unido, pero está presente y opera también en Italia, Bélgica, Francia, Irlanda, Países Bajos y España.

## Historia
La compañía, dirigida por Michael Kraftman, se fundó en 2004 como una pequeña óptica. En 2014, cambió su nombre de GetLenses a Vision Direct.

## Publicidad
En 2015, Visión Direct lanzó una campaña de TV de 2 millones de libras. La campaña de Navidad de 2015 de Vision Direct mostraba a Gizmo, un perro carlino y miope que tenía problemas con sus gafas.